# Giovanni Corner (cardinale)
Giovanni Cornaro (Venezia, 30 giugno 1720 – Roma, 29 marzo 1789) è stato un cardinale italiano.

## Biografia
Figlio di Niccolò e Alba Giustiniani, non fu che l'ultimo di una serie di cardinali provenienti dai patrizi Cornaro, benché l'unico del ramo detto di San Maurizio.
Entrato nella curia romana, ricoprì gli incarichi di protonotario apostolico (dal 12 aprile 1742), referendario del Supremo Tribunale della Segnatura Apostolica (dal 24 gennaio 1743), vice-legato a Bologna (dal 22 settembre 1744 al 1747), relatore della Sacra Consulta, uditore della Sacra Rota per la Repubblica di Venezia (dal 21 marzo 1759)
Ricevette il suddiaconato il 1º giugno 1765. Fu quindi governatore di Roma e vice-camerlengo di Santa Romana Chiesa (dal 2 dicembre 1775 al 1º giugno 1778).
Venne creato cardinale diacono nel concistoro del 1º giugno 1778; il 20 luglio successivo ricevette lo zucchetto rosso e la diaconia di San Cesareo in Palatio.
Morto nel 1789, la salma fu esposta nella Basilica di San Marco Evangelista al Campidoglio (particolarmente cara al clero di origine veneziana) dove si svolsero anche i funerali. Venne poi sepolto a San Cesareo in Palatio.